# Marian Dejdar
Marian Dejdar (* 13. August 1983 in Friedberg) ist ein deutscher Eishockeyspieler, der zuletzt bei den Fischtown Pinguins Bremerhaven in der Deutschen Eishockey Liga spielte.

## Karriere
Dejdar begann seine Karriere im Nachwuchs des Frankfurter ESC, wo er mit der Juniorenmannschaft unter anderem in der Deutschen Nachwuchsliga spielte. In der Saison 2000/01 stand der Flügelstürmer erstmals im Kader der Seniorenmannschaft, mit der er in der Regionalliga Hessen aktiv war. Des Weiteren stand Dejdar in derselben Spielzeit im Kader der Juniorenmannschaft des tschechischen Erstligisten HC Energie Karlovy Vary, für die er 22 Partien absolvierte und dabei zwei Scorerpunkte erzielen konnte. Ein Jahr später stand er in 24 DEL-Spielen für die Frankfurt Lions auf dem Eis.
Nachdem er sich in Frankfurt nicht durchsetzen konnte, zog es den Rechtsschützen zu den Mighty Dogs Schweinfurt, mit denen er fortan in der Oberliga spielte. Bei den Mighty Dogs konnte sich der als Offensivverteidiger eingesetzte Spieler kontinuierlich steigern und gehörte bereits in seiner zweiten Saison mit 20 Punkten in 35 Spielen zu den punktbesten Verteidigern im Team. Folgerichtig wurden einige DEL-Scouts auf den damals 21-jährigen aufmerksam. Schließlich war es das Management der Hannover Scorpions, das ihn von einem Engagement in der Deutschen Eishockey Liga überzeugen konnte und transferierte ihn daraufhin zur Saison 2004/05 nach Hannover. Dort wurde Dejdar mit einer Förderlizenz ausgestattet und war somit auch für den Kooperationspartner REV Bremerhaven spielberechtigt.
In den folgenden Jahren spielte Marian Dejdar überwiegend beim REV Bremerhaven in der 2. Bundesliga. Mit den Pinguins konnte der Rechtsschütze einige Erfolge feiern. Neben der Play-off-Halbfinal-Teilnahme im Jahr 2005 wurde der Angreifer mit seinem Team 2006 Vizemeister der 2. Bundesliga. Des Weiteren erreichte er mit dem REV im gleichen Jahr das Halbfinale des Deutschen Eishockey-Pokals. Dort unterlag man jedoch mit 1:5 gegen den späteren Pokalsieger, die Adler Mannheim. In dieser Zeit wurde Dejdar in 189 Spielen eingesetzt und erzielte dabei 79 Scorerpunkte. Im November 2008 entschied sich der Hesse aufgrund mangelnder Perspektiven in der niedersächsischen Landeshauptstadt für einen Wechsel zum Ligakonkurrenten EV Duisburg. Nach nur einem halben Jahr dort, gab er am 4. Mai 2009 bekannt, in der Saison 2009/10 für seinen ehemaligen Verein REV Bremerhaven zu spielen. 2016 erwarb der Klub eine Lizenz für die Deutsche Eishockey Liga (DEL). 2017 und 2018 erreichte er mit Bremerhaven die DEL-Play-offs, nach dem Ende des Spieljahres 2017/18 erhielt er jedoch keinen neuen Vertrag mehr. Ab 2004 bestritt er 666 Hauptrundenspiele für die Mannschaft.

## DEL-Statistik
(Stand: Ende der Saison 2015/16)